# Abbaye de Conception
L'abbaye de Conception est un monastère de moines bénédictins appartenant à la congrégation helvéto-américaine de la confédération bénédictine. Elle se trouve à Conception, dans le comté de Nodaway aux États-Unis. La communauté monastique comprend soixante moines.

## Histoire
L'abbaye a été fondée le 8 décembre 1877 par des moines de l'abbaye d'Engelberg, expulsés de Suisse par les lois du Kulturkampf, à l'invitation de l'évêque local pour répondre aux besoins pastoraux et spirituels des colons irlandais et allemands établis dans la région à partir de 1858. Ils étaient vingt-quatre en 1880, huit prêtres, six clercs, deux novices et six convers. Ils suivent la règle de saint Benoît et assurent aussi un ministère paroissial dans les églises environnantes. Un prêtre sert alors à la cathédrale de la ville de Saint Joseph.
Les moines fondent le College New Engelberg en 1886, pour les garçons du secondaire. Il compte 118 élèves en 1915. Le collège est transformé en séminaire en 1942 (Conception Seminary) ; il est divisé en séminaire mineur et en séminaire majeur sur douze années d'études. Les classes du secondaire déménagent en 1956 à Ohama. Le recrutement maximum a lieu en 1965, lorsque le séminaire atteint le nombre de 549 élèves. Par la suite leur nombre décline dans les années post-conciliaires.
L'école de théologie ferme en 1972 et ses locaux accueillent une simple liberal arts school, mais des classes d'initiation à la théologie ouvrent en 1982.
Son Père-abbé, Marcel Rooney (en), élu en 1993, devient de 1996 à 2000 abbé-primat de la confédération bénédictine. Son successeur, le T.R.P. Gregory Polan, est élu à son tour abbé-primat le 10 septembre 2016.

## La basilique

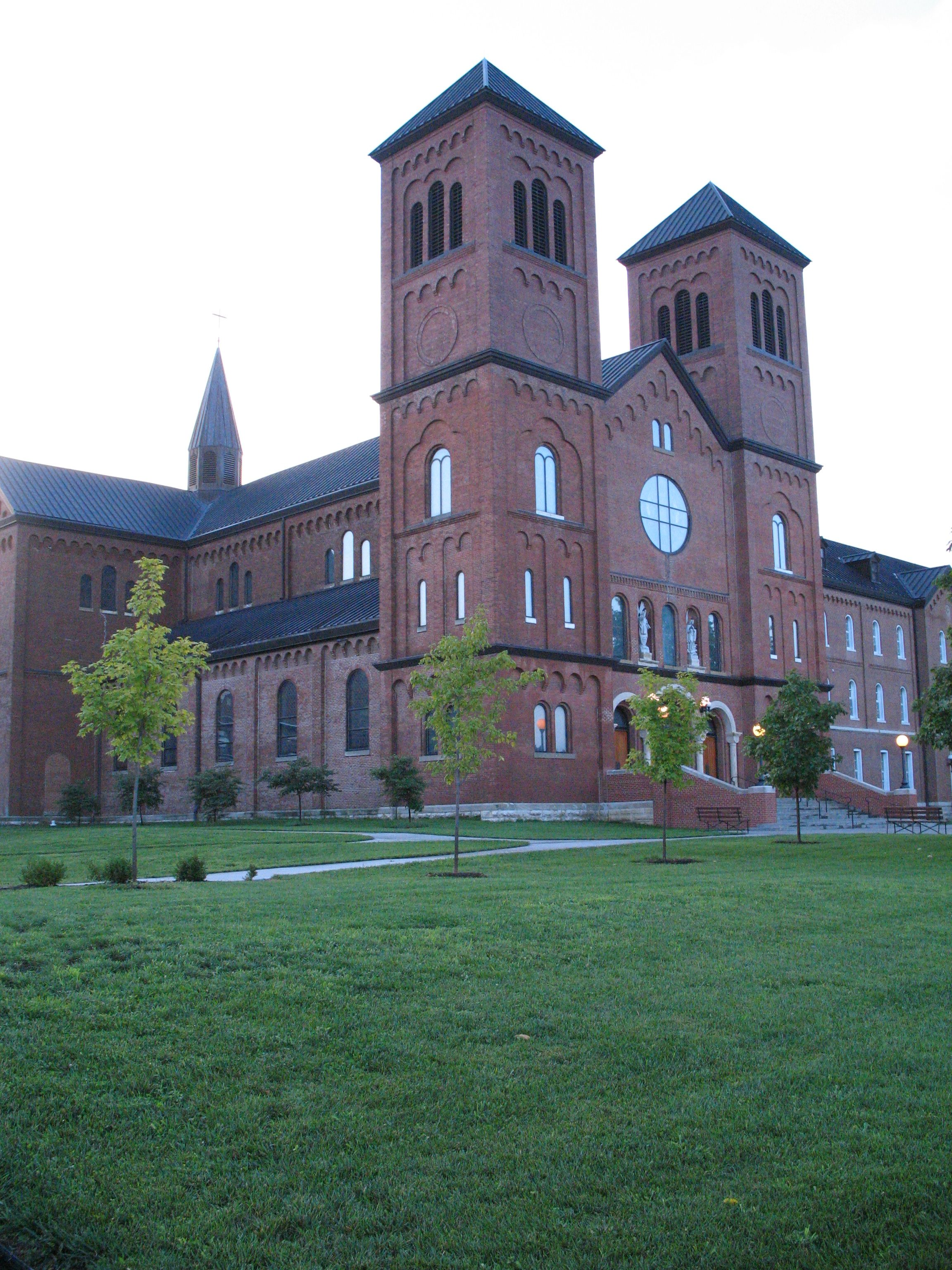
Vue de l'église abbatiale

L'église abbatiale, dédiée à l'Immaculée Conception, est construite par un architecte franciscain, Adrian Wewer (1836-1914), auteur de plus d'une centaine d'églises aux États-Unis. Sa première pierre est bénie le 20 mai 1883 et elle est consacrée le 10 mai 1891. Sa décoration intérieure est réalisée par des moines artistes de l'école de Beuron. Pie XII l'élève au rang de basilique mineure en 1941. Elle est restaurée en 1999.

## Les fondations
Conception a fondé au cours des années le prieuré Saint-Michel à Cottonwood (Idaho), l'abbaye de Benet Lake (Wisconsin) en 1945, l'abbaye de Mount Michael (Nebraska) en 1956, le Monastère Saint-Pie X à Pevely (Missouri) en 1951, et un prieuré au Danemark. Seules les abbayes de Benet Lake et de Mount Michael sont en activité aujourd'hui.

## Sources
- (en) Cet article est partiellement ou en totalité issu de l’article de Wikipédia en anglais intitulé « Conception Abbey » (voir la liste des auteurs).